# Керина (приток Сабы)

Керина — река в России, протекает по Лужскому району Ленинградской области.
Исток — болото Гороховицкий Мох юго-восточнее деревни Сара-Лог. Течёт на юг, пересекает дорогу Н164, протекает восточнее деревни Лединки. Впадает в Сабу с правого берега, в 39 км от её устья, юго-восточнее деревень Николаевское, Крокол и Гусли, южнее деревни Засобье, восточнее деревни Мужич. Длина реки составляет 11 км.

## Данные водного реестра
По данным государственного водного реестра России относится к Балтийскому бассейновому округу, водохозяйственный участок реки — Луга от в/п Толмачево до устья, речной подбассейн реки — подбассейн отсутствует. Относится к речному бассейну реки Нарва (российская часть бассейна).
По данным геоинформационной системы водохозяйственного районирования территории РФ, подготовленной Федеральным агентством водных ресурсов:
- Код водного объекта в государственном водном реестре — 01030000612102000026350
- Код по гидрологической изученности (ГИ) — 102002635
- Код бассейна — 01.03.00.006
- Номер тома по ГИ — 2
- Выпуск по ГИ — 0